# Торонто Марлис
«Торонто Марлис» (англ. Toronto Marlies) — профессиональный хоккейный клуб, выступающий в Американской хоккейной лиге. Базируется в городе Торонто, провинция Онтарио, Канада. Является фарм-клубом команды НХЛ «Торонто Мейпл Лифс».

## История
В 80—90 годах двадцатого столетия Атлантическое побережье Канады было обильно представлено в АХЛ, но к 2004 году в регионе осталась только команда «Сент-Джонс Мейпл Лифс». В сезоне 2005/06 команда переехала в Торонто и сменила название на «Торонто Марлис».
30 декабря 2013 года «Торонто Марлис» принимали участие в матче на открытом воздухе, приуроченном к Зимней классике НХЛ. Соперником был фарм-клуб «Детройта» — «Гранд-Рапидс Гриффинс». Матч прошел на бейсбольном стадионе «Комерика Парк» в присутствии 20 337 зрителей. «Марлис» выиграли 4:3 по буллитам.
19 мая 2015 года со своих постов были уволены главный тренер Горд Динин и два его помощника — Дерек Кинг и Бен Саймон. Динину предложено место ассистента тренера, а Саймону работа в структуре клуба. В начале июля 2015 года главным тренером был назначен Шелдон Киф; Динин стал вторым тренером; ассистентом тренера был назначен Эй-Джей Маклейн; Пьеро Греко и Райан Уорд сохранили свои должности тренера вратарей и видеотренера соответственно.
С сезона 2015/16 «Торонто Марлис» выступает в Восточной конференции.
В сезоне 2017/18 «Марлис» выиграли свой первый Кубок Колдера после победы в серии 4-3 над «Техас Старз». Это был первый профессиональный хоккейный титул для команды из Торонто с 1967 года.

## Главные тренеры
- Пол Морис (2005—2006)
- Грег Гилберт (2006—2009)
- Даллас Икинс (2009—2013)
- Стив Спотт (2013—2014)
- Горд Динин (2014—2015)
- Шелдон Киф (2015—2019)
- Грег Мур (2019—2023)
- Джон Груден (2023—н. в.)

## Клубные рекорды

### Сезон
- Очки — Тим Степлтон (79) в 2008/09, Джереми Бракко (79) в 2018/19
- Голы — Джон Пол (36) в 2005/06
- Передачи — Джереми Бракко (57) в 2018/19
- Штраф — Андре Дево (216) в 2009/10
- Коэффициент пропущенных голов — Гаррет Спаркс (1,79) в 2017/18
- Процент отраженных бросков — Гаррет Спаркс (93,6%) в 2017/18
- «Сухие» игры — Гаррет Спаркс (6) в 2017/18

### Всего за клуб
- Игры — Алекс Фостер (312)
- Очки — Крис Ньюбери (168)
- Голы — Райан Хэмилтон (94)
- Передачи — Майк Зигоманис (116)
- Штраф — Крис Ньюбери (475)
- Победы вратаря — Гаррет Спаркс (80)
- «Сухие» игры — Гаррет Спаркс (15)